# Elezioni generali a Cuba del 1944
Le elezioni generali a Cuba del 1944 si tennero il 1º giugno. Le elezioni presidenziali furono vinte da Ramón Grau San Martín, candidato dell'Alleanza 
Autentico-Repubblicana, mentre il Partito Autentico ottenne la maggioranza dei seggi alla Camera dei Rappresentanti (18 su 70). Il Partito Socialista Popolare, invece, ottenne la maggioranza al Senato, con 30 seggi su 54.

## Risultati

### Elezioni presidenziali
| Candidato               | Partito                         | Voti      | %     |
| ----------------------- | ------------------------------- | --------- | ----- |
| Ramón Grau San Martín   | Alleanza Autentico-Repubblicana | 1.041.822 | 55,39 |
| Carlos Saladrigas Zayas | Partito Socialista Popolare     | 839.220   | 44,61 |
| Schede bianche/nulle    | Schede bianche/nulle            | -         | -     |
| Totale                  | Totale                          |           | 100   |

### Elezioni parlamentari

#### Camera dei rappresentanti
| Partito                      | Voti | % | Seggi |
| ---------------------------- | ---- | - | ----- |
| Partito Liberale Autonomista |      |   | 18    |
| Partito Democratico          |      |   | 17    |
| Partito Socialista Popolare  |      |   | 4     |
| ABC                          |      |   | 4     |
| Totale                       |      |   | 43    |
| Partito Autentico            |      |   | 19    |
| Partito Repubblicano         |      |   | 8     |
| Totale                       |      |   | 27    |
| Totale                       |      |   | 70    |

#### Senato
| Partito                      | Voti | % | Seggi |
| ---------------------------- | ---- | - | ----- |
| Partito Liberale Autonomista |      |   | 13    |
| Partito Democratico          |      |   | 10    |
| ABC                          |      |   | 4     |
| Partito Socialista Popolare  |      |   | 3     |
| Totale                       |      |   | 30    |
| Partito Autentico            |      |   | 17    |
| Partito Repubblicano         |      |   | 7     |
| Totale                       |      |   | 24    |
| Totale                       |      |   | 54    |